# Praphas Charusathien

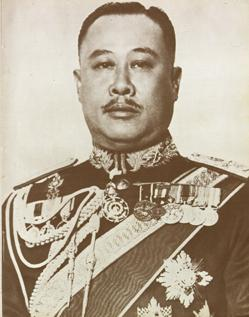

Praphas Charusathien (thailändisch: ประภาส จารุเสถียร, RTGS: Praphat Charusathian, Aussprache: [pràʔpʰâːt t͡ɕaːrúsàtʰǐan]; * 25. November 1912 in Udon Thani; † 18. August 1997 in Bangkok) war ein thailändischer Heeresoffizier (zuletzt Feldmarschall), Oberkommandierender des Heeres (1963–73), mehrmals stellvertretender Ministerpräsident und langjähriger Innenminister unter verschiedenen Militärregierungen (1957–73).

## Leben und Karriere
Er begann seine militärische Ausbildung 1933 an der Königlichen Chulachomklao-Militärakademie nach dem Ende der absoluten Monarchie in Siam. Praphas wurde Infanterieoffizier und wurde vom späteren Feldmarschall Sarit Thanarat gefördert. Er erreichte schnell höhere Ränge.
Im März 1957 wurde er – im Rang eines Generalmajors – stellvertretender Innenminister in der Regierung Plaek Phibunsongkhram. Zwischenzeitlich zum Generalleutnant befördert trat er wie sein Mentor Sarit noch im September desselben Jahres zurück und beteiligte sich an dessen Putsch gegen die Regierung. In der anschließend eingesetzten Regierung Pote Sarasin stieg er zum Innenminister auf. Im selben Jahr wurde er Vorsitzender des Board of Directors der Bangkok Bank, der größten Geschäftsbank des Landes – diese Position behielt er bis 1973. Als im Januar 1958 sein Freund Thanom Kittikachorn die Regierungsführung übernahm, wurde er zusätzlich stellvertretender Ministerpräsident. Unter der Regierung von Sarit (ab 1959) blieb er ebenso Innenminister wie nach dessen Tod 1963, als er bis ins Jahr 1973 zudem erneut als Stellvertreter des neuerlichen Ministerpräsidenten Thanom fungierte.
Zwischen 1963 und 1973 war Praphas zudem Oberkommandeur des thailändischen Heeres. Während dieser Zeit war er der starke Mann, der während des Vietnamkriegs im Hintergrund der Regierung Thanom Kittikachorn die Fäden zog und für dunkle Finanztransaktionen und politische Intrigen bekannt war. Als Thanom im November 1971 einen Staatsstreich unternahm (obwohl er bereits Regierungschef war), die Verfassung aufhob und das Parlament auflöste, wurde Praphas stellvertretender Vorsitzender des „Nationalen Exekutivrats“, der das Land mit unbegrenzten Vollmachten regierte. Im Mai 1973 wurde Praphas zum Feldmarschall befördert. Er war zu dieser Zeit gleichzeitig stellvertretender Oberbefehlshaber der Streitkräfte, Oberkommandierender des Heeres, Vorsitzender des Kommandos für Kommunistenbekämpfung (CSOC), Stellvertreter des Ministerpräsidenten, Innenminister, Generaldirektor der nationalen Polizei, stellvertretender Vorsitzender des Nationalen Sicherheitsrats und Präsident der thailändischen Pfadfinder.
Weiterhin war Praphas der Vorsitzende des Olympischen Komitees Thailands und spielte eine zentrale Rolle in der Verbreitung von westlichem Sport, verbundener Entwicklungspolitik und Förderung des Persönlichkeitskults von König Bhumibol.
Praphas musste das Oberkommando der Landstreitkräfte am 1. Oktober 1973 an General Krit Sivara abgeben, was einen Bedeutungsverlust signalisierte. Immerhin war er weiterhin stellvertretender Premierminister und auch Vorsitzender einer verfassunggebenden Versammlung, deren Arbeit aber nur sehr langsam vorankam und deren Abschluss immer weiter aufgeschoben wurde. Deshalb kam es immer öfter zu Protesten, die sich im Oktober 1973 zu einem Volksaufstand gegen die Militärdiktatur mit gewaltsamen Auseinandersetzung zwischen Studenten und Sicherheitskräften auswuchsen. Die vielen Toten unter den Zivilisten riefen den König Bhumibol Adulyadej auf den Plan, woraufhin Praphas und Thanom ins Exil gingen.
Praphas kehrte nach dem erneuten Staatsstreich vom Oktober 1976 im Januar 1977 nach Thailand zurück, doch konnte er keinen politischen Einfluss mehr ausüben.
Praphas Charusathien starb am 18. August 1997 in Bangkok.

## Anmerkung
1. ↑  Der Vorname wird auch Prapas, Praphat, Prapass, der Nachname Charusathian oder Charusathiara geschrieben.